# L'Enfant qui mesurait le monde
Pour plus de détails, voir Fiche technique et Distribution.
L'Enfant qui mesurait le monde est un film belgo-greco-français réalisé par Takis Candilis et sorti en 2024. Écrit par Takis Candilis, Karim Boukercha et Samy Baaroun, le scénario est une adaptation du roman du même nom de Metin Arditi sorti en 2016 aux éditions Grasset.
Le tournage s'est effectué d'avril à juin 2023.

## Synopsis
À Paris, Alexandre Varda est un promoteur immobilier redouté. Même s'il est né de parents grecs, il s’est toujours considéré comme Français et a gardé enfouies en lui ses origines. Alexandre est sur la sellette alors que ses actionnaires ont décidé de l’écarter de sa propre société. Durant une séance de travail cruciale, Alexandre est interrompu par un appel de Grèce. Il apprend que sa fille, Sophia qu’il n’a pas vue depuis plus de dix ans, est décédée. Il quitte précipitamment la réunion, laissant ses associés profiter de la situation. 
Il arrive sur l’île de Kalamaki le lendemain. Une île déchirée par la crise qui secoue la Grèce depuis des années. Sur le quai, Andreas, le maire, l’attend. Il l’emmène au petit dispensaire où Alexandre découvre le corps de sa fille. Le choc est violent. Il lui annonce qu’il ne pourra pas rapatrier le corps tant qu’une autopsie n’aura pas été effectuée. Et surtout, il lui demande ce qu’il compte faire de Yannis, le fils de Sophia. 
Alexandre est désemparé. En à peine 36 heures, on l'a spolié de son entreprise, sa fille est décédée et il se découvre grand-père d’un petit garçon d'une dizaine d'années, dont il ne soupçonnait même pas l’existence.

## Fiche technique
- Réalisation : Takis Candilis
- Scénario : Takis Candilis, Samy Baaroun, Karim Boukercha, d'après l’œuvre de Metin Arditi
- Musique originale : Cyril Morin
- Photographie : Yorgos Arvanitis
- Décors : Aliki Kouvaka
- Costumes : Katerina Zoura et Delphine Poiraud
- Montage : Ewin Ryckaert
- Producteurs délégués : Roméo Cirone et Jean-Michel Lorenzi
- Coproducteurs : Fénia Cossovitza, Arnauld de Battice et Marianne Chenet
- Producteurs exécutifs : Anna Zografou et Fernand Garcia
- Sociétés de production : Romeo Drive Productions (producteur délégué), YTA Productions (coproducteur délégué), AT Productions (Bruxelles), Blonde Audiovisual Productions (Athènes)
- Distribution : Dulac Distribution (France)
- Pays de production :  France,  Grèce,  Belgique
- Genre : drame
- Durée : 104 minutes
- Date de sortie :
  - France : 26 juin 2024

## Distribution
- Bernard Campan : Alexandre Varda
- Raphaël Brottier : Yannis
- Maria Apostolakea : Maraki
- Fotinì Peluso : Theofania[1]
- Stathis Kokkoris : Andreas Manos
- Panos Kranidiotis : Constantin Makropoulos
- Metin Arditi : Papa Kosmas
- Giannis Pimenidis : Dimitri Iohanou
- Christos Novas : Grigoris
- Dimitri Gkoutzamanis : Nikos
- Nikolas Politis : le policier
- Koskas Krommydas : Stavros
- Alexandros Zouridakis : Vassilis
- Anna Tzanakaki : Elena Bratopoulou
- Charlie Dupont : Antoine
- Tania Garbarski : Anne
- Reinhild Steger : Betty

## Production
Takis Candilis, ancien directeur des programmes à la télévision, n'avait plus réalisé de longs métrages depuis Transit (1982). Très touché par le roman L'Enfant qui mesurait le monde de Metin Arditi, il décide d'en écrire une adaptation et de réaliser le film.
Le tournage a lieu sur l'île de Spetsès en Grèce.